# Chapelle du lycée du Sacré-Cœur d'Amiens
La Chapelle du lycée du Sacré-Cœur est située dans le centre-ville d'Amiens non loin de la cathédrale, dans le département de la Somme.

## Historique
L'école du Sacré-Cœur fut fondée à Amiens par Madeleine-Sophie Barat ; elle fut le berceau de la Société du Sacré-Cœur de Jésus, fondée à Amiens, en 1801. Cette école vouée à l'éducation des filles, fut construite en brique par les architectes Victor Delefortrie et son fils Paul Delefortrie qui dirigèrent également l'édification de la chapelle entre 1864 et 1868. Cette chapelle fut transformée en salle de sport pour les élèves du lycée privé du Sacré-Cœur, à la fin du XXe siècle. La chapelle de l'École du Sacré-Cœur est protégée au titre des monuments historiques : inscription par arrêté du 31 mars 2009. Elle a été mise en vente par les propriétaires en 2016.

## Caractéristiques
La chapelle est de style néo-gothique. La façade est encadrée par deux clochers terminés par des flèches. Une rosace surmonte un portail orné d'un gable avec une statue de chaque côté.
Le sculpteur Louis Duthoit réalisa les sculptures. Les statues ont aujourd'hui disparu, mais ont été conservés les culs-de-lampe où sont sculptés des musiciens. L'architecte décorateur Gérard Ansart réalisa une partie de la décoration intérieure.